# Nefercauor
Nefercauor Cuiapi (em egípcio: Nfr-k3.w Ḥr Ḫw-w-ḥpw) foi um faraó da VIII dinastia durante o início do Primeiro Período Intermediário (2181–2055 a.C.), numa época em que o Egito estava possivelmente dividido entre vários governos. Nefercauor foi o 16.º e penúltimo faraó da dinastia e, como tal, governou a partir de Mênfis. Reinou por pouco mais de 2 anos e é um dos reis mais bem atestados deste período, com oito de seus decretos sobrevivendo em condição fragmentária até hoje.

## Atestação nas listas reais
Nefercauor está listado na entrada 55 da lista real de Abido, uma lista de reis redigida durante o reinado de Seti I, cerca de 900 anos após a vida de Nefercauor. Acredita-se que também tenha sido listado no Cânone de Turim, embora seu nome tenha se perdido numa lacuna que afetou a coluna 5, linha 12, do documento (após a reconstrução de Kim Ryholt). A duração de seu reinado é, no entanto, preservada e dada como "2 anos, 1 mês e 1 dia".

## Decretos
Um total de oito decretos diferentes encontrados no Templo de Mim em Copto são atribuídos a Nefercauor e sobrevivem até hoje em condição fragmentária. Quatro desses decretos, inscritos em lajes de calcário, foram dados em 1914 pelo filantropo Edward Harkness ao Museu Metropolitano de Arte de Nova Iorque, onde agora estão em exibição na Galeria 103. Sete dos oito decretos foram emitidos num único dia do primeiro ano de reinado de Nefercauor, talvez no dia de sua ascensão ao trono. O ano em questão recebe o nome de "Ano da União das Duas Terras". No primeiro decreto concede títulos a sua filha mais velha Nebiete, esposa do vizir chamado Xemai. Ele atribui a ela um guarda-costas, o comandante dos soldados Crodeni (também lido Caredeni), e ordena a construção duma barca sagrada ao deus "Duas Potências", quiçá Hórus-Mim.
O segundo e mais bem preservado dos decretos diz respeito à nomeação do filho de Xemai, Idi, para o cargo de governador do Alto Egito, governando os sete nomos mais meridionais de Elefantina a Dióspolis Parva:
| “ | Hórus Netjerbau. Selado na presença do próprio rei no mês 2 [de Perete, dia 20]. Decreto real para o conde, [supervisor dos sacerdotes, Idi]: você é nomeado conde, governador do Alto Egito, superintendente dos sacerdotes neste mesmo Alto Egito, que [está sob] sua supervisão ao sul à Núbia, ao norte para o nomo de Sistro, na função de conde, supervisor de sacerdotes, chefe dos governantes das cidades que estão sob sua supervisão, no lugar de seu pai, o pai do deus, amado dele, príncipe hereditário, prefeito da cidade [piramidal], juiz supremo, vizir, guardião dos arquivos do rei, [conde, governador do Alto Egito, superintendente dos sacerdotes, Xemai. Ninguém] [terá direito à reclamação] [...] | ” |

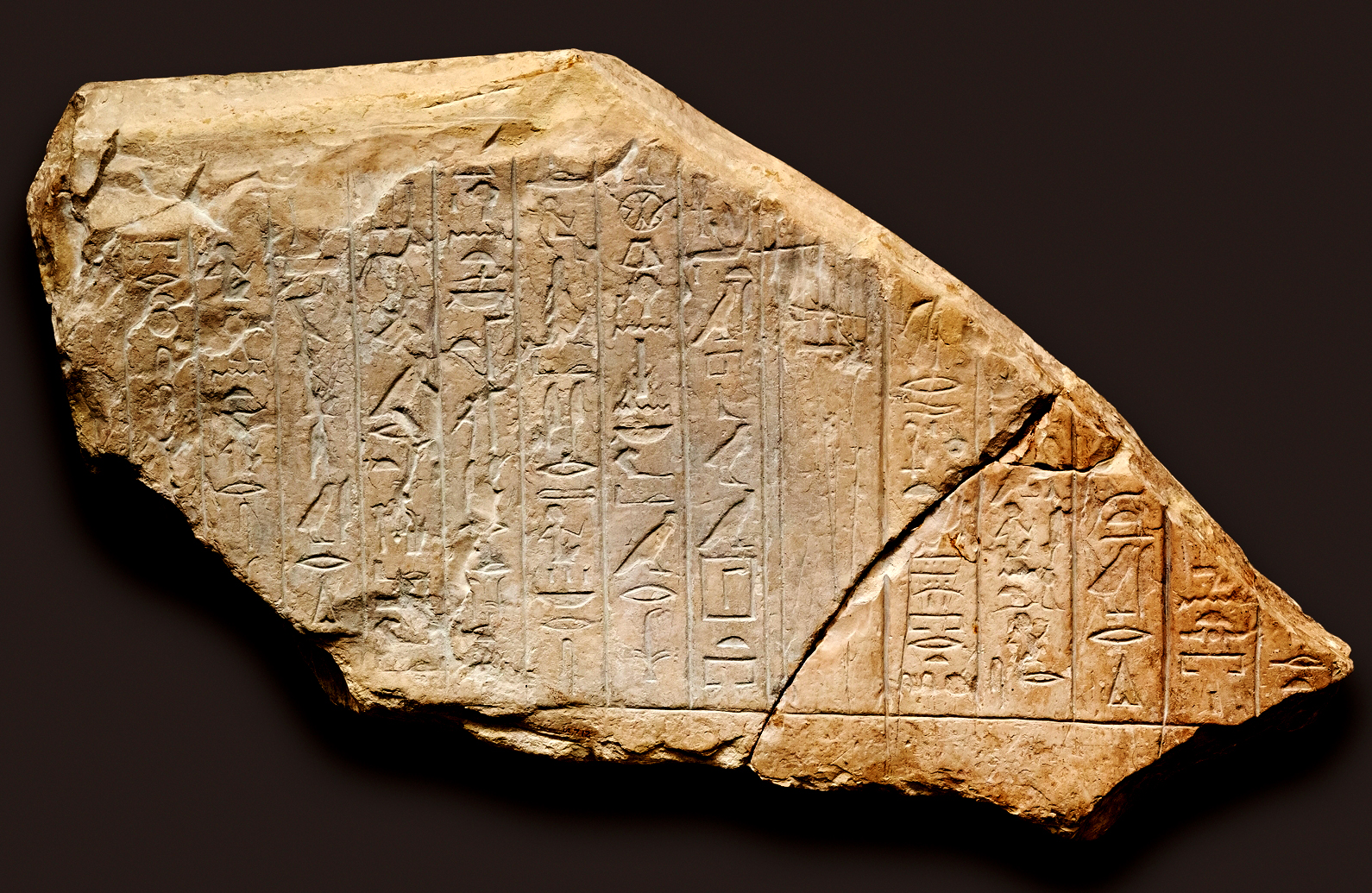
Decretos de Copto P e Q dirigido a Idi e seu irmão no Museu Metropolitano de Arte de Nova Iorque (Acc. No. 14.7.12)

O terceiro e quarto decretos são parcialmente preservados num único fragmento. Registram Nefercauor dando ao irmão de Idi um posto no Templo de Mim e possivelmente também informando Idi sobre isso. Este último decreto registra porque os decretos foram encontrados no templo de Mim:
| “ | [Minha majestade ordena que você afixe] as palavras [deste decreto no portão] do templo de Mim [de Copto para todo o sempre]. Foi enviado o único companheiro, o filho de Hemi, Intefe, a respeito disso. Selado na presença do próprio [rei] no Ano da União das Duas Terras, Mês 2 de Perete, Dia 20. | ” |

Os decretos restantes dizem respeito à nomeação de sacerdotes mortuários para as capelas de Nebiete e Xemai, bem como à encomenda de inventários no templo de Mim.

## Outras atestações
Além dos decretos, Nefercauor também é atestado por duas inscrições numa parede da tumba de Xemai. São datadas do primeiro ano de seu reinado, mês 4 de Xemu, dia 2. Relatam o transporte de pedra de Uádi Hamamate (Copto é o ponto de partida para as expedições a este uádi) e estão parcialmente destruídas, mas parecem mencionar que o trabalho foi feito em 19 dias. Do Uádi Hamamate são conhecidas três inscrições na rocha relatando o transporte de uma pedra. Um dos textos é datado do ano um de um rei não identificado. Em duas das inscrições, um Idi também é mencionado. Se este Idi é idêntico ao conhecido dos decretos, as inscrições também se referem a esta expedição sob o rei.